# Caso Associated Press v. Budowich
O caso Associated Press v. Taylor Budowich, Karoline C. Leavitt e Susan Wiles é um caso judicial em andamento perante um painel de três juízes da Corte de Apelações dos Estados Unidos para o Circuito do Distrito de Colúmbia, relacionado à decisão da equipe da Casa Branca do presidente Donald Trump de proibir a Associated Press (AP) de participar de certos eventos de imprensa até que a AP concorde em chamar o Golfo do México de "Golfo da América".

## Contexto

### Associated Press
A Associated Press (AP) reúne muitos dos maiores jornais e emissoras dos Estados Unidos como membros, além de contar com diversos assinantes de seus relatórios de agência. O AP Stylebook é o guia de estilo autoritativo da indústria jornalística americana para gramática e terminologia em inglês desde a década de 1950. Aliados conservadores do presidente Trump criticaram o Stylebook por suposto viés devido a mudanças recentes que enfatizam a linguagem inclusiva.

### Imprensa da Casa Branca
O corpo de imprensa da Casa Branca [en] participa de coletivas de imprensa e outros eventos na Casa Branca para garantir visibilidade pública das atividades do poder executivo. A AP integra o corpo de imprensa desde sua criação. Em 1977, a Corte de Apelações dos Estados Unidos para o Circuito do Distrito de Colúmbia decidiu, no caso Sherrill v. Knight, que a Casa Branca tem um direito limitado de negar credenciais de imprensa com base em um "padrão explícito e significativo", desde que sejam garantidas "proteções processuais". Em 2018, durante a primeira administração Trump, a Casa Branca revogou a credencial do repórter da CNN, Jim Acosta, mas um juiz ordenou sua reintegração com base na Cláusula do Devido Processo Legal da Quinta Emenda.

### Golfo da América
Em 20 de janeiro de 2025, o presidente Trump assinou a Ordem Executiva 14172 [en], determinando que agências federais redesignassem o Golfo do México como "Golfo da América", nome que não era previamente usado para o golfo, e Denali como "Monte McKinley". Entidades privadas não são legalmente obrigadas a adotar esses nomes. Três dias depois, a AP anunciou que seus relatórios continuariam a usar o nome tradicional "Golfo do México", reconhecendo a escolha da administração Trump por "Golfo da América". O AP Stylebook orienta manter o nome original, mencionando o nome escolhido por Trump. A justificativa da AP é que seus relatórios são usados globalmente, e o termo "Golfo da América" exigiria explicações adicionais. Como concessão, a AP adotou "Monte McKinley", considerando que o nome da montanha é uma questão doméstica sob clara autoridade federal.

### Remoção do grupo de imprensa
Em 11 de fevereiro de 2025, o Gabinete da Casa Branca proibiu indefinidamente repórteres da AP de participarem de eventos do grupo de imprensa, como coletivas no Salão Oval ou a bordo do Força Aérea Um. Os repórteres da AP mantiveram suas credenciais de imprensa [en], e fotógrafos da AP continuaram com acesso total. O Vice-Chefe de Gabinete Taylor Budowich [en] classificou as referências contínuas da AP ao Golfo do México como desinformação e anunciou que repórteres de outra agência ocupariam o lugar da AP. Em uma coletiva de imprensa, o presidente Trump declarou que a proibição permanecerá até que a AP aceite usar "Golfo da América". Em um documento judicial, a Casa Branca confirmou que Trump tomou pessoalmente a decisão de revogar o acesso da AP.
A editora executiva da AP, Julie Pace [en], condenou a proibição como uma violação da liberdade de imprensa [en]. A Associação de Correspondentes da Casa Branca [en] (WHCA) e o Comitê de Repórteres pela Liberdade de Imprensa [en] solicitaram à Casa Branca a reintegração da AP. Mais de 50 organizações de notícias assinaram uma ou ambas as petições, incluindo veículos de tendência conservadora como Fox News, Newsmax [en] e The Wall Street Journal. Reuters, Newsmax, a Fundação para os Direitos Individuais e Expressão, e o National Press Club também emitiram declarações de apoio à AP, criticando a proibição.
Em 25 de fevereiro de 2025, a Casa Branca anunciou que a WHCA não decidiria mais quais veículos teriam acesso ao presidente. Rompendo com a tradição, a Casa Branca continuou a excluir a AP, forçando Bloomberg News e Reuters a compartilharem um único assento para agências de notícias, enquanto as duas vagas resultantes foram destinadas a veículos escolhidos pela Casa Branca. Em 15 de abril, a Casa Branca eliminou a vaga normalmente reservada para agências de notícias independentes no grupo de imprensa, afetando Bloomberg, Reuters e a AP.

## Procedimentos judiciais
Em 21 de fevereiro de 2025, a AP processou Budowich, a Secretária de Imprensa Karoline Leavitt e a Chefe de Gabinete Susie Wiles. A denúncia alega que, ao discriminar a AP por suas decisões editoriais, os oficiais da Casa Branca violaram a Primeira Emenda, que garante a liberdade de imprensa, e a Cláusula do Devido Processo Legal [en] da Quinta Emenda. O caso foi apresentado ao Tribunal Distrital dos Estados Unidos para o Distrito de Colúmbia [en] e atribuído ao juiz Trevor N. McFadden [en]. Em uma audiência em 24 de fevereiro de 2025, o juiz McFadden negou o pedido da AP por uma ordem de restrição temporária. Uma audiência para uma injunção preliminar foi inicialmente marcada para 20 de março de 2025, mas, devido a disputas factuais, foi remarcada para 27 de março de 2025, às 9h30, com cada lado podendo apresentar até duas testemunhas presenciais e uma hora para exame direto.
A Associação de Correspondentes da Casa Branca e o Comitê de Repórteres pela Liberdade de Imprensa apresentaram memoriais amicus curiae em apoio à AP.
Em 3 de março de 2025, a AP apresentou uma denúncia revisada, quase dobrando o tamanho do documento. A denúncia revisada cita uma frase de um conselheiro anônimo da Casa Branca ao Axios em 25 de fevereiro: "A AP e a Associação de Correspondentes da Casa Branca quiseram brincar. Agora é hora de descobrir as consequências."
Em 8 de abril de 2025, o juiz McFadden determinou que a Casa Branca deveria suspender as restrições de acesso à AP enquanto o processo avançasse, mas suspendeu a decisão, permitindo que o governo apresentasse um recurso de emergência à Corte de Apelações dos Estados Unidos para o Circuito do Distrito de Colúmbia, solicitando uma suspensão administrativa.